# Phultala
Phultala (en bengali : ফুলতলা) est une upazila du Bangladesh dans le district de Khulna. En 1991, on y dénombrait 67 930 habitants.